# Рони, Леон де
Лео́н де Рони́ (фр. Léon de Rosny, 5 апреля 1837, Лоос-Лез-Лилль (Нор) — 28 августа 1914, Фонтене-о-Роз (Сена и Уаза)) — французский востоковед и этнолог, исследователь Японии, доколумбовых цивилизаций Америки, Китая и балканских стран. Составил первый во Франции начальный курс японского языка, занимался дешифровкой письменности майя.

## Биография
Родился в образованной семье, первые уроки старофранцузского и латыни получил у отца. В 1843 году семья переехала в Париж; в 1848 году (в 11-летнем возрасте) участвовал в революционных событиях. В 1850 году был принят на обучение в музей естественной истории, одновременно изучал физику и математику в Национальной школе искусств и ремёсел. В 1851 году на год стал по воле родителей учеником переплётчика, в 1852 году поступил в Императорскую школу восточных языков, где изучал японский и китайский языки и тогда же опубликовал свою первую книгу, что позволило ему в 1853 году, в 16-летнем возрасте, уже стать членом Французского Азиатского общества. В 1856 году опубликовал свой первый краткий учебник японского языка и для заработка стал сотрудничать в алжирской газете. К концу 1850-х годов серьёзно заинтересовался историей доколумбовых цивилизаций Америки, в 1858 году основал Французское американское общество и два научных журнала, в 1859 году — Американское и Восточное общество, которое в 1864 году было преобразовано во Французское этнографическое общество. В 1862 году участвовал во французской дипломатической миссии в Японию, с 1863 года преподавал японский язык в школе восточных языков.
В 1875 году участвовал в международном конгрессе американистов. Из всех исследователей до Ю. В. Кнорозова ближе всего подошёл к дешифровке письменности майя, определив знаки для сторон света и несколько слоговых знаков.
В 1877 году основал Международный научный альянс, в 1881 году, заинтересовавшись культурой Балкан, проводил полевые исследования в Сербии, Болгарии и Румынии. Был основателем нескольких международных конгрессов ориенталистов, получил за свою деятельность множество государственных наград и звание профессора японского языка в парижской школе восточных языков, но в 1893 году ему было отказано в должности профессора китайского языка в Коллеж-де-Франс, что вкупе со смертью в 1891 году его дочери и сына в 1894 году привело к резкому ухудшению его здоровья. В 1907 году он вышел в отставку с профессорской должности, завещав государству свою богатую библиотеку.

## Избранные сочинения
- «Introduction à l’étude de la langue japonaise» (1857),
- «Aperçu général des langues sémitiques et de leur histoire» (1858),
- «Dictionnaire japonais-français-anglais» (1858—1870, не окончено),
- «Manuel de la lecture japonaise» (1859),
- «Les écritures figuratives et hicroglyphiques des différents peuples» (2 издания, 1870),
- «Recueil de textes japonais» (1863),
- «Dictionnaire des signes idéographiques de la Chine» (1864—66),
- «Etudes asiatiques de géographie et d’histoire» (1864),
- «Aperçu de la langue coréenne» (1867),
- «Vocabulaire chinois-coréen-aino» (1867),
- «Variétés orientales» (3 издания, 1872),
- «Cours de Japonais» (1869),
- «Archives paléographiques de l’Orient et de l’Amérique» (том I, 1871),
- «L’interprétation des anciens textes Mayas» (1875),
- «Guide de la conversation japonaise» (3 издания, 1883),
- «Les peuples de l’Indo-Chine» (1874),
- «Les peuples orientaux connus des anciens Chinois» (1882),
- «Les populations danubiennes» (1882—1885, с атласом),
- «Le pays des dix mille lacs» (1886 — путевые очерки Финляндии),
- «La morale de Confucius» (2 издания, 1893),
- «Le Taoïsme» (1892),
- «Taureaux et mantilles» (1894 — путевые очерки Испании и Португалии).